# Thierry Gaudin
Pour les articles homonymes, voir Gaudin.
Thierry Gaudin  est un ingénieur (école polytechnique / Corps des Mines) et docteur en Sciences de l'information et de la communication (Université de Paris X Nanterre, 2008) français né en 1940. Il est expert international (OCDE, Commission Européenne, Banque Mondiale) en politique d'innovation d'une part et en prospective d'autre part.
Il est principalement connu en France pour deux livres : L'Écoute des silences, les institutions contre l'innovation (1978) et 2100, Récit du prochain siècle (1990). Une version résumée 2100, Odyssée de l'espèce (1993), propose aux hommes de bonne volonté de travailler sur douze programmes planétaires pour le XXIe siècle. Cette proposition a donné lieu à la création de l'association Prospective 2100.
Il s'attache à montrer que la mutation contemporaine n'est pas assimilable à un nouvel avatar de la révolution industrielle mais doit être comprise comme un véritable changement de civilisation. Il fonde son analyse sur la transformation du système technique et la compréhension de l'interaction technique-société (ethnotechnologie, qu'il a pratiquée avec Bertrand Gille, Philippe Roqueplo, Robert Jaulin, Jacques Perriault, Jocelyn de Noblet, Philippe Mallein notamment). Il a, depuis les années 1990, appliqué cette méthode à la prospective des religions.

## Biographie
Né le 15 mai 1940, Thierry Gaudin est Ingénieur Général des Mines, président de l'association « Prospective 2100 » et président d'honneur de la Fondation 2100, docteur en Sciences de l'Information et de la communication.
Il a passé cinq ans dans la Région du Nord, chargé des questions industrielles et de recherche auprès du Préfet de Région (1965-1969), puis dix ans au Ministère français de l'Industrie (1971-1981), responsable de la construction d'une Politique d'Innovation : débuts du Capital Risque, Constitution des Agences régionales d'Information Scientifique et Technique, Salon Inova, Mise en place d'enseignements du Design, Réseaux régionaux recherche-industrie, Réforme de l'ANVAR.
Il fonde le Centre de Prospective et d'Évaluation du Ministère de la Recherche et de la Technologie et le dirige pendant dix ans (1982-1992): Veille Technologique internationale, Évaluation de l'efficacité des Recherches et grands programmes technologiques, Élaboration d'une prospective mondiale du siècle prochain, publiée en 1990 et 1993 chez Payot sous le titre « 2100, récit du prochain siècle ».
Depuis 1993 : Création de Prospective 2100, association internationale ayant pour objectif de préparer des programmes planétaires pour le XXIe siècle, publications d'ouvrages sur la Prospective et l'Innovation, conférences et interventions dans les milieux industriels, expertises pour la commission européenne. Coorganisateur de plusieurs colloques de prospective à Cerisy (2000 à 2009)
De 2004 à 2007, il est président de l'association Reso, chargé de l'organisation des rencontres d'Autrans.
Thierry Gaudin est le petit-fils du grand professeur d'urologie Joaquín Albarrán et le neveu du champion de bridge Pierre Albarran.